# Xiluo zhèn
Xilao zhèn är en köping i Kina. Den ligger i Puge härad i provinsen Sichuan. Den bildades 12 januari 2021 genom en sammanslagning av socknarna Menggan, Luowu och Haliluo. 